# Bohaté Málkovice
Bohaté Málkovice település Csehországban, Vyškovi járásban. Bohaté Málkovice Bučovice, Letonice, Kojátky, Kučerov és Kozlany településekkel határos. Lakosainak száma 246 fő (2024. január 1.).

## Népesség
A település lakosságának változását az alábbi diagram mutatja:
| Lakosok száma | 290  | 389  | 493  | 379  | 301  | 249  | 244  | 246  | 245  | 246  |
|               | 1869 | 1890 | 1921 | 1950 | 1980 | 2001 | 2017 | 2019 | 2022 | 2024 |